# Rocca Canavese
Rocca Canavese (en piemontès: La Ròca) és un comune (municipi) de la ciutat metropolitana de Torí, a la regió italiana del Piemont, situat a uns 30 quilòmetres al nord-oest de Torí. A 1 de gener de 2019 la seva població era de 1.714 habitants.
Rocca Canavese limita amb els següents municipis: Corio, Forno Canavese, Levone, Barbania, Vauda Canavese, Nole i San Carlo Canavese.

## Llocs d'interès
- Capella de la Santa Croce, amb frescos dels segles XV i XVI.
- Restes de castell (Rocca).